# Biblioteca Municipal de Gotemburgo
A Biblioteca Municipal de Gotemburgo (em sueco Göteborgs stadsbibliotek) fica na Götaplatsen.
Está alojada num edifício de três pisos, originalmente construído em tijolo amarelo.
Foi projetada pelos arquitetos ”Lund e Valentin”, e inaugurada em 1967, com a presença da escritora sueca Astrid Lindgren.

Na primavera de 2012, a biblioteca foi encerrada para reconstrução do edifício, e reaberta ao público em 2014, tendo aumentado a sua área de 3700 m².